# Кон мечта
„Кон мечта“ (на английски: Dream Horse) е спортна трагикомедия от 2020 година на режисьора Еурос Лин по сценарий на Нийл Маккей. Във филма участват Тони Колет, Дамиан Люис, Оуен Тийл, Джоана Пейдж, Карл Джонсън, Стефан Родри, Антъни О'Донъл, Никълъс Фарел и Сиан Филипс.
Световната премиера на филма е на Филмовия фестивал във Сънданс на 24 януари 2020 г. и е пуснат в Съединените щати на 21 май 2021 г. от Bleecker Street и във Великобритания на 4 юни 2021 г. от Warner Bros. Pictures.